# Carlo Giuffrè
Carlo Giuffrè (Nápoly, 1928. december 3. – Róma, 2018. november 1.) olasz színész.

## Fontosabb filmjei
- Milliomos Nápoly (Napoli milionaria) (1950)
- Il padrone del vapore (1951)
- Az igazsággép (La macchina ammazzacattivi) (1952)
- ...e Napoli canta! (1953)
- Kenyér, szerelem és... (Pane, amore e.....) (1955, hang)
- Quando tramonta il sole (1955)
- Hétköznapi tragédiák (Il ferroviere) (1956)
- Kenyér, szerelem, Andalúzia (Pan, amor y Andalucía) (1958, hang)
- A szókimondó asszonyság (Madame Sans Gêne) (1961)
- Leoni al sole (1961)
- Ippolita szépsége (La bellezza di Ippolita) (1962)
- I soldi (1965)
- Trappola per sette spie (1967)
- Lány a pisztollyal (La ragazza con la pistola) (1968)
- A riszálás művésze (Ninì Tirabusciò: la donna che inventò la mossa) (1970)
- Csak rá kell nézni! (Basta guardarla) (1970)
- Noi donne siamo fatte così (1971)
- Rablás női módra (Trop jolies pour être honnêtes) (1972)
- Commissariato di notturna (1974)
- La signora gioca bene a scopa? (1974)
- Il trafficone (1974)
- Scandalo in famiglia (1976)
- Ragazza alla pari (1976)
- Rag. Arturo De Fanti, bancario precario (1980)
- A bőr (La Pelle) (1981)
- Boldog vagyok (Son contento) (1983)
- Tre colonne in cronaca (1990)
- Pinokkió (Pinocchio) (2002)
- Gino Bartali, az acélember (Gino Bartali - L'intramontabile) (2006, tv-film)